# Аргосі
«Argosy» — американський журнал, заснований у 1882 році  першочергово як дитячий тижневик «Золотий Аргосі». Редактором журналу був Френк Мансі, а засновником — Райдаут.

## Історія
Френк Мансі став видавцем, коли Райдаут збанкрутував у 1883 році після багатьох зусиль зробив журнал прибутковим. У 1888 році він скоротив назву журналу до «Аргосі» («The Argosy») і націлив його на чоловічу аудиторію, публікуючи пригодницькі історії. У 1894 році він зробив журнал щомісячним виданням, а в 1896 році вилучив з нього всю художню літературу і почав використовувати дешевий целюлозний папір, що зробило його першим «pulp-журналом». В 1907 році тираж журналу досяг півмільйона примірників і залишався на цьому рівні до 1930-х років. Назву було змінено на Argosy All-Story Weekly у 1920 році після злиття з  іншим видавництвом Франка Мансі "All-Story Weekly", а з 1929 року він знову став просто «Аргосі». Останній номер оригінального журналу був випущений у листопаді 1978 року.

## Перехід до публікацій pulp-історій
У 1925 році Френк Мансі помер, а його видавництво «Munsey Company» придбав працівник журналу Вільям Дьюарт. В 1942 році тираж впав до 50 000 примірників після невдалої спроби відродити журнал, ввівши до нього сенсаційну нехудожню літературу. Того ж року він був проданий видавництву Popular Publications, яке працювало у форматі «pulp». Згодом, “Popular Publications ” перевів журнал із формату «pulp» у формат "slick" і спочатку намагався зробити його виключно художнім, але за рік відмовився від цієї ідеї. Натомість він став чоловічим журналом, де публікувалися художні та публіцистичні статті, орієнтовані на чоловіків. Тираж журналу стрімко зріс і на початку 1950-х років перевищив мільйон примірників.
Після переходу на «slick-формат», видавництво продовжувало публікувати художню літературу, зокрема наукову фантастику Роберта Гайнлайна, Артура Кларка та Рея Бредбері. З 1948 по 1958 рік було опублікувано роботу Гарднера під назвою "Суд останньої інстанції", який розглядав справи десятків засуджених, які стверджували свою невинність, і домігся скасування багатьох обвинувальних вироків. Телеканал NBC адаптував шоу для телебачення у 1957 році.

## Відродження
З 1990 по 1994 рік журнал знову виходив у світ, будучи відродженим на короткий час. Протягом цього періоду часу було випущено тільки п'ять номерів, які виходили нерегулярно. Щоквартальний вихід журналу відродився в 2004 році. Потім у виданні на короткий час настала перерва, перш ніж вийшла публікація в 2005 році під назвою Argosy Quarterly, під редакцією Джеймса Оуена. Увага цієї версії журналу фокусувалася на новій, оригінальній художній літературі. У цьому вигляді журнал виходив тільки до 2006 року. З грудня 2013 року Argosy був відроджений знову, але вже як виключно цифрове видання з акцентом на pulp-твори сучасних письменників.